# Vadu Izei
Vadu Izei is een Roemeense gemeente in het district Maramureș.
Vadu Izei telt 2923 inwoners.